# Johann Georg Hellbrunn

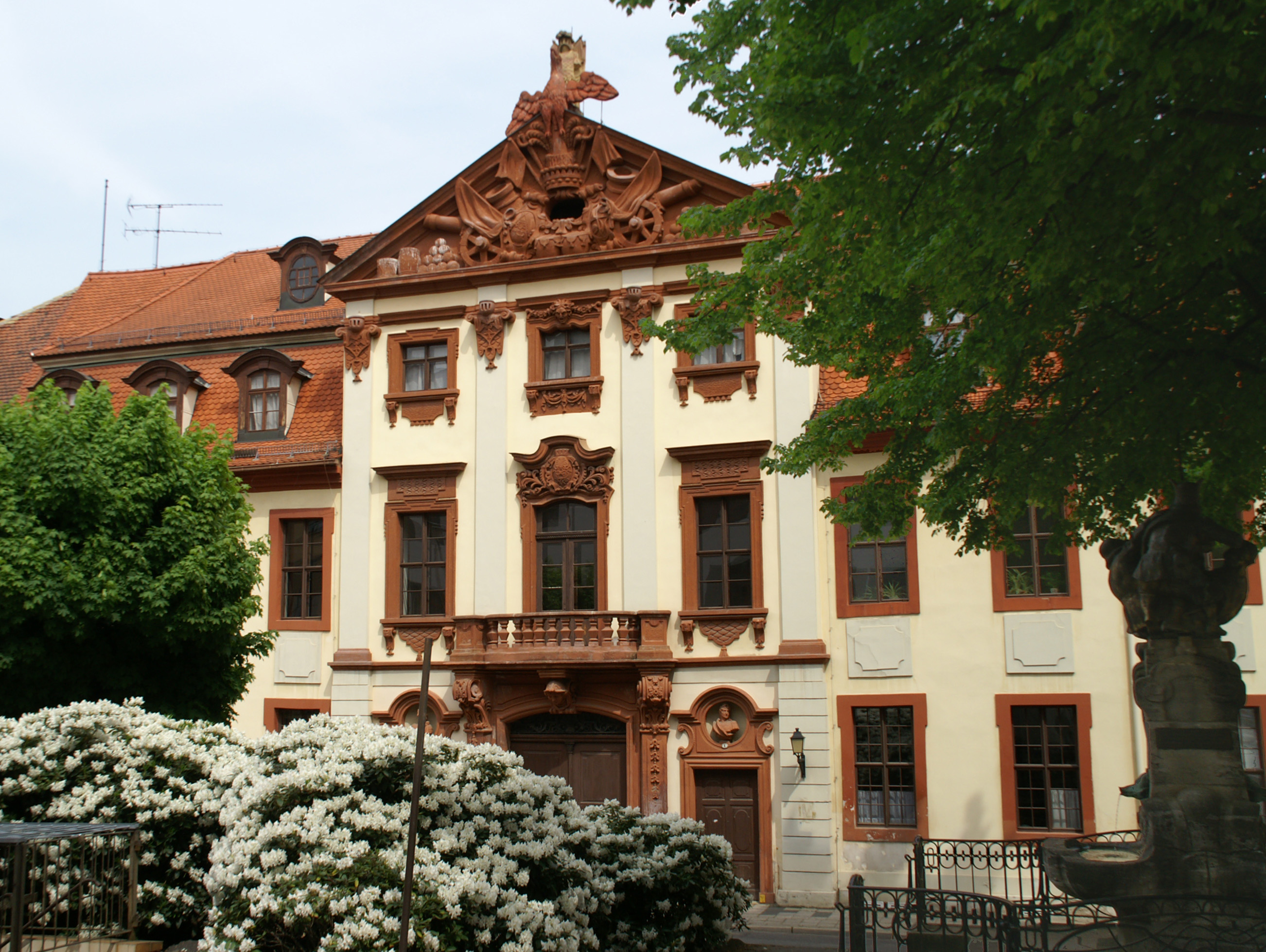
Das Seckendorffsche Palais in Altenburg

Johann Georg Hellbrunn (* 1674; † 1753) war ein deutscher Architekt und Ratsbaumeister.

## Leben
Er machte zunächst eine Ausbildung als Maurer- und Brückenmeister. Vor 1724 wurde er Ratsbaumeister von Altenburg und herzoglicher Baumeister. In diesen Funktionen errichtete er zahlreiche repräsentative Bauten in Altenburg und brachte dort das Bauwesen zu einer gewissen Blüte. Dabei verband er den Barockstil mit den leichteren, dekorativen Formen des Régencestils. Typisch für die meisten Hellbrunnschen Gebäude ist der Mittelteil mit Giebel und reichem Schmuckwerk sowie die beiden ihn flankierenden, je nach Bestimmung und Finanzkraft des Bauherrn unterschiedlich breiten Seitenbauten. Die meisten Bauten errichtete er zusammen mit dem Maurergesellen J.F.A. Rothe.

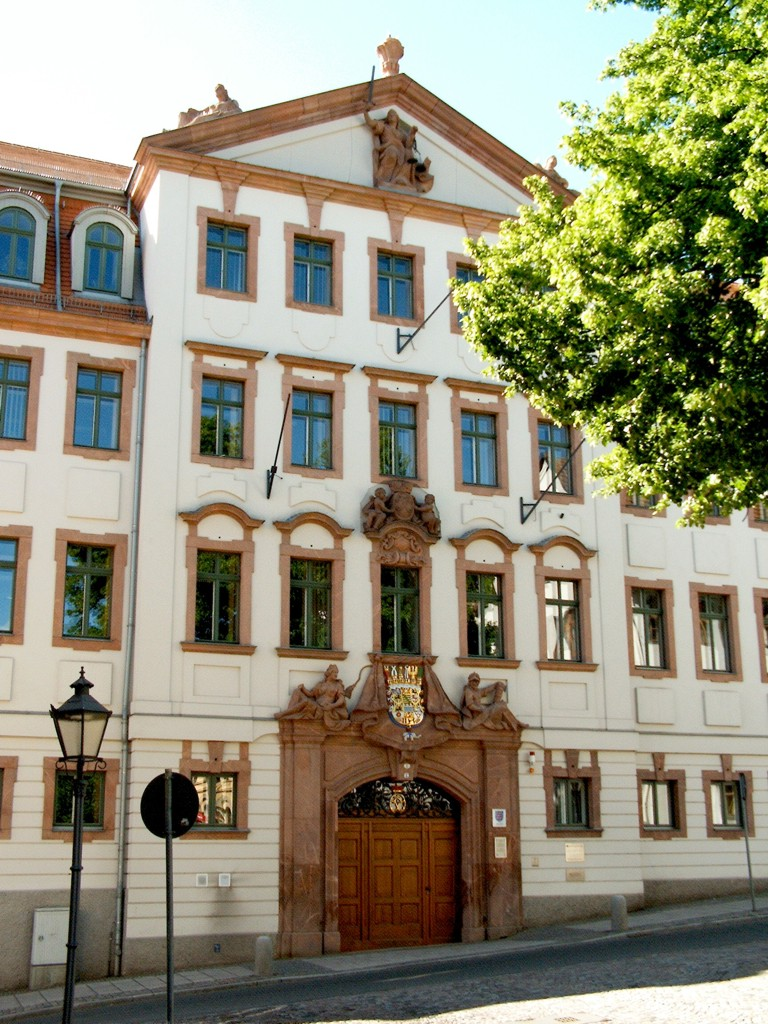
Das Amtshaus in Altenburg, heute Amtsgericht

## Werke
- Seckendorffsches Palais Altenburg, Brühl 1 (1724)
- Schlossumbau und Orangerie Meuselwitz
- Hotel Stadt Gotha, Altenburg, Johannisstraße 1
- Bachmannsches Haus, Altenburg, Johannisstraße 4
- Brauersches Haus, Altenburg, Johannisstraße 7
- Stadtpalais, Altenburg, Moritzstraße 6 (1749)
- Amts- oder Landschaftshaus, Altenburg, Burgstraße 11 (1749)

## Ehrungen
Der seit 1998 jährlich verliehene Denkmalschutzpreis der Stadt Altenburg wurde nach ihm benannt.